# De zeemeermin van Westenschouwen

Het wapen van Schouwen-Duiveland

De zeemeermin van Westenschouwen is de hoofdfiguur uit een sage die wordt gelokaliseerd in Zeeland die betrekking heeft op de ondergang van het dorp Westenschouwen op het eiland Schouwen-Duiveland. De sage van de zeemeermin moet het verval van dit eens zo welvarende dorp verklaren. Volgens de sage zou het dorp vergaan en zou alleen de toren blijven staan. Nadat deze toren in 1845 is afgebroken wordt de Plompe Toren, de toren van het eveneens verdwenen Koudekerke, gezien als de resterende toren van Westenschouwen. De Plompe Toren is geopend voor toeristen: bij het openen van de deur van de toren wordt het verhaal van de zeemeermin automatisch afgespeeld en getoond via een verhalencarrousel.

## Historische context
Het verhaal hoort thuis in de zeemansverteltraditie over mythische half mens half vis figuren die als fantasiewezens een lange rol speelden in de verhaalcultuur. Zeemeerminnen spelen een rol van macht. Ze kunnen door het trouwen met een zeeman voorspoed aan een dorp brengen maar ook onheil als de liefdesrelatie fout gaat of de gemeenschap de zeemeermin slecht behandelt zoals in Westenschouwen gebeurde. De parabel van Westenschouwen is dat er ooit een vloek werd uitgesproken door een zeemeerman wiens vrouw werd ontvoerd door zeelieden uit het dorp zodat het dorp tot tweemaal toe later door de zee werd verzwolgen en de haven verzandde in de middeleeuwen. Volgens het volksverhaal staan de zeemeerman en zijn vrouw uit de sage afgebeeld op het gemeentewapen van Schouwen-Duiveland waar Westenschouwen deel van uitmaakt. In werkelijkheid is dit een achteraf verzonnen verhaal, om de heraldische wapenfiguren te verklaren, die in werkelijkheid op veel gemeentewapens voorkomen.

## Het verhaal
Er is een grote vissershaven in Westenschouwen en de vissers worden overmoedig en wreed. Op een dag vangen ze een zeemeermin. De zeemeermin smeekt om vrijlating, maar de vissers lachen haar uit en nemen haar mee. Uit de zee klinkt een stem als een echo van haar leed. De vissers zien een zeemeerman met een kind in de armen. Zijn gezicht is bruin en zijn haren groen, het kind heeft een blanke huid. De zeemeerman zwemt met het schip mee en komt bij de haven. De zeemeermin is stervende en probeert haar man en kind te zien. De vissers laten het vrouwtje zien aan 'dwaas-gierende' vrouwen en verwonderde kinderen.
De zeemeerman strekt zijn armen naar zijn vrouw uit en roept tegen de mensen: we hebben ons huis van schelpen gebouwd, we hebben de schelpen stuk voor stuk verzameld. Als de zeemeermin sterft, zal haar laatste gedachte gaan naar het huis en hij vraagt medelijden te hebben. Hij vraagt zich af waarom de mensen willen dat ze tijdens haar dood op de donkere aarde moet zijn. De vrouwen en mannen lachen, in Westenschouwen is geen plek voor medelijden. Het net met de zeemeermin wordt aan de watertoren gebonden. De mensen hopen dat de zeemeerman nogmaals zal smeken om het leven van zijn vrouw, maar hij kijkt alleen en lijdt onder haar doodsstrijd.
De zeemeermin denkt aan het schelpenhuis in het riet en sterft. De zeemeerman zwemt tot vlak onder de kust de haven in en de mensen gaan naar het strand, want ze willen niets missen van zijn verdriet. De bewoners vermaken zich uitstekend, maar de zeemeerman heeft geen boodschap aan de honende lach van de mensen. De mensen beseffen niet welke kracht zijn wapens hebben, hij gooit wier en zand in de geulen en ondiepten. De zeemeerman spreekt een vloek uit over het dorpje:
 'Westenschouwen, ’t zal u rouwen
dat ge heeft geroofd mijn vrouwe,
Westenschouwen zal vergaan
alleen de toren zal blijven staan’
De zeemeerman zwemt weg en keert nooit terug. Winden en stormen drijven het zand en wier op en de mensen vluchten uit hun huizen. De huizen storten in, maar de toren wordt gespaard.